# マイノリティの権利
「マイノリティの権利」（マイノリティのけんり、社会的少数者ないし少数派の権利とも）という表現は二つの別々の概念の具現化である。まず、人種的、民族的、階級的、宗教的、言語的、性的マイノリティの一員に適用される人並の個人の権利。第二に、マイノリティのグループに与えられる集団の権利である。この表現はマジョリティの判断に与しない誰の権利に対しても単純に適用される場合もある。
公民権運動はしばしばマイノリティのグループに属していることで、個人の権利が否定されないことを保証しようと努めている。
具体的には、世界的な女性の権利や、世界的なLGBTの権利運動等か、あるいは世界中にある多様な人種的マイノリティの権利運動（アフリカ系アメリカ人の公民権運動 (1955年-1968年)等）である。

## 国家の法と国際法におけるマイノリティの権利
最初のマイノリティの権利は1849年7月にハンガリー革命議会によって宣言・制定された。 マイノリティの権利は1867年にオーストリアの法において成文化された。 民族的、宗教的、言語的マイノリティと先住民族に適用されるマイノリティの権利は、国際人権法のなくてはならない一部である。子供の権利と女性の権利、亡命者の権利のように、マイノリティの権利は、社会において攻撃されやすかったり、不利であったり、軽んじられている立場にある特定のグループが平等を獲得でき、迫害から保護されることを保証する為に立案された法的な枠組みである。マイノリティの生活に対する最大の脅威から彼らを保護する為に立案された、マイノリティを保護するための最初の戦後の国際条約は、国際連合の集団殺害罪の防止および処罰に関する条約であった。
マイノリティの権利を成文化したその後の人権の規範には市民的及び政治的権利に関する国際規約（27条）や国際連合の国民的、種族的、宗教的及び言
語的マイノリティに属する者の権利に関する宣言、欧州評議会の2つの条約（欧州民族的少数者保護枠組条約とヨーロッパ地方言語・少数言語憲章）、及び欧州安全保障協力機構(OSCE) 1990年のコペンハーゲン文書が含まれる。
マイノリティの権利は生活の保護、差別と迫害からの保護、アイデンティティの保護と奨励、政治生活における参加に渡る。LGBTの人々の権利に対しては、ジョグジャカルタ原則が国際連合人権理事会によって承認され、障害者の権利に対しては、障害者権利条約が国際連合総会によって採択された。
マイノリティの権利を擁護する為に、多くの国に具体的な法や委員会、オンブズマン制度がある（例えば、国家的および民族的マイノリティーのためのハンガリー行政監察官）。
初期の段階では、国際連合は先住民族をマイノリティーの下位範疇であるとみなしていたが、特に国際労働機関の先住民と部族民に関する条約 (1989年)と先住民族の権利に関する国際連合宣言（2007年9月14日採択）において、明確に彼らを対象にした国際法の発展した主文がある。
2008年12月に、LGBTの権利に関する宣言が国際連合総会にて提示され、2011年6月にLGBTの権利に関する決議案が国際連合人権理事会で通過した（国際連合におけるLGBTの権利を参照）。
マイノリティの集団の権利も特色にしている多くの政治団体がある。これはアファーマティブ・アクションの割り当てか、主権協調主義における保証されたマイノリティの代表権で見られる場合がある。

## EC/EUの法における民族的マイノリティ
民族的マイノリティーの擁護の分野における欧州連合（とEU/ECの法も）の直接的役割は、いまだ非常に制限されている（人権の全般的な擁護と同様）。EUは、万一規範を受け入れる必要性が生まれた場合、全般的な国際法と（欧州評議会および欧州安全保障協力機構他に基づく）国際法のヨーロッパの地域的システムを当てにしてきた。しかし、1990年代に始まった「ヨーロッパ統合の非経済化」がこの状況を変えた。民族的マイノリティの擁護に関する政治的妥当性は非常に高い。
現在（2009年）、民族的マイノリティの擁護は広く受け入れられたEUの法的拘束力のある原理になっていないが、多くの法において、民族的マイノリティの問題が言及されている。対外関係において、民族的マイノリティの擁護は、EUとの協力ないし加入への主要な基準の一つとなった。